# トワイライト・ゾーン (2002年)
トワイライト・ゾーン（原題:The Twilight Zone）は、アメリカ合衆国で2002年から2003年まで放送された SF のテレビドラマシリーズ。同じく、アメリカ合衆国で1959年 - 1964年に放映された同名の『トワイライト・ゾーン』をリメイクした第2作目の作品のためロッド・サーリングを原案としている。フォレスト・ウィテカーがホスト（案内）を務め、前・後編構成となる前・後編の1話完結を除き各回2話放送の全22回43話。

## サブタイトル
| 回 | 話 | サブタイトル               | 原題                                    | 備考                                                                               |
| -- | -- | -------------------------- | --------------------------------------- | ---------------------------------------------------------------------------------- |
| 1  | 1  | 楽園の謎                   | "Evergreen"                             |                                                                                    |
| 1  | 2  | 死に神の休日               | "One Night at Mercy"                    |                                                                                    |
| 2  | 3  | 変身                       | "Shades of Guilt"                       |                                                                                    |
| 2  | 4  | 夢の中の恋人               | "Dream Lover"                           |                                                                                    |
| 3  | 5  | 闇のゆりかご               | "Cradle of Darkness"                    |                                                                                    |
| 3  | 6  | 深夜バスの謎               | "Night Route"                           |                                                                                    |
| 4  | 7  | 失われた時間               | "Time Lapse"                            |                                                                                    |
| 4  | 8  | 死者の眼                   | "Dead Man's Eyes"                       |                                                                                    |
| 5  | 9  | 無限地獄                   | "The Pool Guy"                          | ルー・ダイアモンド・フィリップス主演                                               |
| 5  | 10 | 伝説の勇者                 | "Azoth the Avenger Is a Friend of Mine" |                                                                                    |
| 6  | 11 | 欲望の果て（前編）         | "The Lineman"                           | 1時間1話放送                                                                       |
| 6  | 11 | 欲望の果て（後編）         | "The Lineman: Part 2"                   | 1時間1話放送                                                                       |
| 7  | 12 | 伝説のギター               | "Harsh Mistress"                        |                                                                                    |
| 7  | 13 | 理想の家族                 | "Upgrade"                               |                                                                                    |
| 8  | 14 | 正義の代償                 | "To Protect and Serve"                  |                                                                                    |
| 8  | 15 | 選ばれし者                 | "Chosen"                                |                                                                                    |
| 9  | 16 | 禁断の体験                 | "Sensuous Cindy"                        |                                                                                    |
| 9  | 17 | 悪夢の現実                 | "Hunted"                                |                                                                                    |
| 10 | 18 | ファイトマン               | "Mr. Motivation"                        |                                                                                    |
| 10 | 19 | 幻の楽園                   | "Sanctuary"                             |                                                                                    |
| 11 | 20 | 未来の取引                 | "Future Trade"                          | フランク・ホエーリー主演                                                           |
| 11 | 21 | あの日の忘れ物             | "Found and Lost"                        | ブライアン・オースティン・グリーン主演                                             |
| 12 | 22 | 自立する人生               | "Gabe's Story"                          |                                                                                    |
| 12 | 23 | 死への爆走                 | "Last Lap"                              |                                                                                    |
| 13 | 24 | 未来の道しるべ             | "The Path"                              |                                                                                    |
| 13 | 25 | 殺人予告                   | "Fair Warning"                          |                                                                                    |
| 14 | 26 | もう一つの人生             | "Another Life"                          |                                                                                    |
| 14 | 27 | 無敵の法則                 | "Rewind"                                |                                                                                    |
| 15 | 28 | 消せない落書き             | "Tagged"                                |                                                                                    |
| 15 | 29 | 最期の輝き                 | "Into the Light"                        |                                                                                    |
| 16 | 30 | 続・子供の世界             | "It's Still a Good Life"                | 1959年版「子供の世界」の続編                                                       |
| 16 | 31 | メープル・ストリートの悪夢 | "The Monsters Are on Maple Street"      | 1959年版「疑惑」（ロッド・サーリング脚本）のリメイク                               |
| 17 | 32 | メンフィスでの出来事       | "Memphis"                               | ヴィヴィカ・A・フォックス出演                                                      |
| 17 | 33 | 誘拐犯を追え！             | "How Much Do You Love Your Kid?"        |                                                                                    |
| 18 | 34 | 恐怖のウィルス             | "Placebo Effect"                        |                                                                                    |
| 18 | 35 | ジェミニ・プロジェクト     | "Cold Fusion"                           | ショーン・パトリック・フラナリー主演 1982年の映画『遊星からの物体X』から映像再利用 |
| 19 | 36 | 太陽の聖杯                 | "Sunrise"                               |                                                                                    |
| 19 | 37 | 最後の取引                 | "Burned"                                |                                                                                    |
| 20 | 38 | ファラオの呪い             | "The Pharaoh's Curse"                   |                                                                                    |
| 20 | 39 | 人形の家                   | "The Collection"                        |                                                                                    |
| 21 | 40 | みにくい顔                 | "Eye of the Beholder"                   | 1959年版同タイトル（ロッド・サーリング脚本）のリメイク                             |
| 21 | 41 | 恋人の待つ家               | "Developing"                            | ロビン・タニー主演                                                                 |
| 22 | 42 | 天使のささやき             | "The Executions of Grady Finch"         | アリシア・ウィット出演                                                             |
| 22 | 43 | 父の帰還                   | "Homecoming"                            |                                                                                    |

## キャスト
物語は1話完結で、各話ごとにゲスト出演者が主役を演じる。
- ホスト（案内役） - フォレスト・ウィテカー（吹き替え：木村雅史）[1]

- 第1話 楽園の謎
  - ジェナ・ウィンスロー - アンバー・タンブリン（吹き替え：片岡身江）
  - ジュリー・ウィンスロー - シャンタル・コンリン（吹き替え：早川いほ）
  - ローガン・アガー - ジェシー・モス（吹き替え：阪口周平）
  - クリフ・ブルックス - ポール・ペリー（吹き替え：水野龍司）
  - 追加の声（吹き替え版）： 小島敏彦/宮寺智子/田村聖子/小形満/田中一永/外村晶子

- 第2話 死に神の休日
  - 博士・ジェイ・ファーガソン - タイラー・クリストファー（吹き替え：佐久田修）
  - 死に神 - ジェイソン・アレクサンダー（吹き替え：辻親八）
  - 追加の声（吹き替え版）： 佐藤しのぶ/加藤悦子/船木真人/外村晶子

- 第3話 変身
  - マット・マクグリー - ヴィンセント・ヴェントレスカ （吹き替え：木下浩之）
  - ジョン・ウッドレッル - ヒル・ハーパー （吹き替え：川本克彦）
  - 追加の声（吹き替え版）：竹村叔子/村治学/石原凡/浦山迅/大西健晴/武虎/島宗りつこ/宇乃音亜季

- 第4話 夢の中の恋人
  - アンドリュー・ローマックス - エイドリアン・パスダー （吹き替え：井上和彦）
  - サンドラ - シャノン・エリザベス （吹き替え：林真里花）
  - ラフェ・ナールズ ベンジャミン・ラトナー（吹き替え：泉尚摯）
  - サム - ジョン・リアドン（吹き替え：木内秀信）

- 第15話 禁断の体験
  - サマンサ - ティファニー・ナイト（吹き替え：安藤麻吹）

- 第28話 最期の輝き
  - レイチェル・スターク - サマンサ・マシス（吹き替え：安藤麻吹）
  - ベン・ジョーダン - カイル・ラビーン （吹き替え：吉野裕行）
  - ジェレド - リード・ダイヤモンド（吹き替え：村治学）
  - 追加の声（吹き替え版）：山野井仁/小野大輔/星野貴紀/水野光太/小島幸子/宇乃音亜季

- 第30話 続・子供の世界
  - アンソニー・フレモント - ビル・マミー（吹き替え：根本泰彦）
  - オードリー・フレモント - リリアナ・マミー（吹き替え：半場友恵）
  - アグネス・フレモント - クロリス・リーチマン （吹き替え：田畑ゆり）
  - ティミー - サミュエル・パトリック・チュー （吹き替え：日野未歩）
  - 追加の声（吹き替え版）：大西健晴/大鐘則子/宇乃音亜季/白熊寛嗣

- 第32話 メンフィスでの出来事
  - レイ・エリソン - エリク・ラ・サル（吹き替え：手塚秀彰）
  - ルーカス・タイラー - ジャシャ・ワシントン（吹き替え：小林由美子）
  - アデレード・タイラー - ヴィヴィカ・A・フォックス（吹き替え：宮寺智子）
  - テート博士 - ドン・S・デイヴィス（吹き替え：不明）
  - 追加の声（吹き替え版）：塾一久/駒谷昌男/北西純子/菅原淳一

- 第33話 誘拐犯を追え！
  - ドナ・サイチェック - ボニー・サマーヴィル（吹き替え：高森奈緒）
  - ワイリー・サイチェック - ニコ・マクエオウン（吹き替え：小林由美子）
  - テッド・サイチェック - スティーヴ・ベーシック （吹き替え：内田夕夜）
  - ニック・ダーク - ウェイン・ナイト （吹き替え：不明）
  - 追加の声（吹き替え版）：遠藤純一/山口登/駒谷昌男/大西健晴/金子由之/北西純子/栗山浩一

- 第39話 人形の家
  - ミランダ・エヴァンス - ジェシカ・シンプソン（吹き替え：宮島依里）
  - ダニエル・ランドール - アシュレイ・エドナー（吹き替え：仙台エリ）
  - エレン・ランドール - タミー・ペンテコステ （吹き替え：幸田直子）
  - ピート・ランドール - イアン・ロビソン （吹き替え：森一）

## 日本での放送
- CS放送 - ミステリチャンネル
- BS放送 - BS-i
  - 2005年4月21日 - 2006年4月1日
- 北海道放送（毎週:水曜深夜1:55 - 2:50）
  - 2007年7月11日 - 2007年10月3日（第13回をもって、一時終了）、2008年5月21日（第14回から再開） - 2008年7月16日終了
- 中国放送（毎週:月曜深夜0:55 - 1:55）
  - 2007年9月3日 - 2008年2月11日（最終回のみ、二回連続放送）
- さくらんぼテレビ（毎週:日曜深夜24:25 - 25:20）